# Ta bouche
Ta bouche es una opereta en tres actos con libro en francés de Yves Mirande (escrito en colaboración con Albert Willemetz, autor de los cantables) y música de Maurice Yvain. Fue estrenada en el Théâtre Daunou de París el 1 de abril de 1922.  

## Historia interpretativa
El montaje del estreno fue dirigido escénicamente por Edmond Roze y musicalmente por Victor Le Bailly, y contó con escenografías de Émile Bertin. La obra estuvo protagonizada por Victor Boucher como Bastien, Alexandre Guyon hijo como M. du Pas-de-Vis, Gabin como Jean Leduc, Jeanne Saint-Bonnet como Eva, Jane Cheirel como La condesa, Mary-Hett como Mélanie, Christiane Dor como Marguerite, Paulette Dorisse como Mag y Luce Nady como Margot. 
La opereta gozó de un enorme éxito tras su estreno, dándose 426 noches continuadas. Hasta el final de la Segunda Guerra Mundial solo en la ciudad de París Ta bouche se repuso en más de treinta ocasiones, contabilizándose más de 1200 representaciones.
La obra contó con una adaptación al inglés titulada One Kiss que se estrenó en el Fulton Theatre de Broadway, en Nueva York, el 27 de noviembre de 1923. Clare Kummer se encargó tanto del libreto como de los cantables de dicha versión.
José Juan Cadenas y Emilio González del Castillo versionaron al castellano la obra como juguete cómico con el título de Seis personajes en busca del divorcio, estrenándola en el Teatro Reina Victoria de Madrid el 19 de abril de 1924.
En tiempos recientes la compañía Les brigands puso en escena Ta bouche en un montaje estrenado en el Théâtre La Coupole de Saint-Louis en 2004 que giró luego por varios teatros franceses y del que se ha distribuido comercialmente una grabación videográfica.

## Argumento
Bastien, hijo de M. du Pas-de-Vis, y Eva, hija de una condesa, se han enamorado durante sus vacaciones en la costa. Sus padres, al principio partidarios del compromiso, se echan atrás cuando se enteran por sus respectivos criados de la escasa fortuna. Ambas familias se marchan rápidamente, aunque los parejita ya han consumado su posible unión...
Tras regresar del balneario, Bastien y su padre se casan. El primero con una mujer fea y el segundo con su antigua criada Melanie, que acaba de heredar una pequeña fortuna. Ambos vuelven a ver a Eva y a su madre. Eva se codea con las grandes fortunas manteniendo su independencia mientras que su madre se ha casado con antiguo ayuda de cámara, Jean, que también se ha enriquecido. Eva y Bastien vuelven a acercarse conscientes de que su amor pervive. Sin embargo continúan separados por las circunstancias. La revelación de la desgraciada boda de Bastien trastorna a Eva durante mucho tiempo.
Tercera vuelta al hotel: Jean y Mélanie se acaban de divorciar de sus cónyuges para casarse entre ellos, evitando así una vida de lujo que no les convenía. M. du Pas-de-Vis y la condesa mantienen una apasionada relación mientras que Bastien y Eva vuelven a retomar su relación.

## Registro fonográfico
- 1956 (Decca France). Selección. Con Jacques Jansen, Suzanne Lafaye, Max de Rieuxs, Fánely Revoil, Pierre Heral y Souris. Dirección: Richard Blareau.

## Registro videográfico
- 2005 (Tourbillon). Con Emmanuelle Goizé, Sebastien Lemoine, Muriel Souty, Gilles Bugeaud,  Isabelle Mazin, Loïc Boissier, Alma de Villalobos, Camille Slosse y Anne-Lise Faucon. Dirección musical: Benjamin Lévy. Dirección de escena: Stéphan Druet.